# Mercè Comes
Mercè Comes   (Barcelona) és una actriu catalana de teatre i de televisió. És coneguda per haver interpretat el paper de Teresina Carbonell, la més gran de les tres germanes, a la sèrie de televisió Teresina S.A. l'any 1992. Acostuma a interpretar papers de dona d'avançada edat.
Va començar fent teatre a Gràcia, treballant a l'antic Teatre Don Juan; allà va conèixer qui posteriorment seria la seva parella, que era de Sitges, i s'hi traslladà. Va anar de gira representant La casa de Bernarda Alba, de Federico García Lorca; i el 1966, Nuestra Natacha, d'Alejandro Casona, al costat de Núria Espert. Va llençar-se al món de la producció coproduint amb Jordi Dauder la comèdia De què parlàvem, d'Alan Ayckbourn, i anys més tard novament amb Eduard Farelo, i més tard amb l'obra Pel davant i pel darrera, amb Abel Folk.
Com a actriu teatral, també ha actuat a Mentiders, Almenys no és Nadal, Un fantasma a casa, Toc toc. També va treballar deu anys amb la companyia teatral La Cubana, amb títols com Cubana's Delikatessen, La Tempestat, Cómeme el coco, negro, Cubanadas a la carta, Cubana Marathon dancing, Cegada de amor, Gente bien, el musical. Com a actriu també ha participat en els muntatges La corona d'espines, Fugaç, De que parlàvem, Comedia negra, 23 centímetres, Converses amb la meva mare, Toc toc i La Nina.
Ha aparegut a les sèries de televisió de 1995 Secrets de família i Pedralbes Centre. Va actuar també a la cèlebre sèrie de TV3 Nissaga de poder, on interpretava l'Agustina. Un dels seus altres papers més coneguts fou el de iaia Sunsión, àvia del David Güell, a Plats Bruts. Ha aparegut en un episodi tant de Sagrada Família com de Kubala, Moreno i Manchón.
A la pel·lícula Floquet de neu actuava d'àvia despistada.
L'any 2006 va rebre el Premi Butaca a la millor actriu de teatre per l'obra Pel davant i pel darrere.